# Urgentni centar (američka TV serija, 5. sezona)
Peta sezona serije Urgentni centar je emitovana od 24. septembra 1998. do 20. maja 1999. godine na kanalu NBC i broji 22 epizode.

## Opis
Keli Martin je zamenila Mariju Belo na početku sezone. Džordž Kluni je napustio seriju nakon epizode "Oluja (2. deo)"

## Uloge

### Glavne
- Entoni Edvards kao dr. Mark Grin
- Džordž Kluni kao dr. Dag Ros (Epizode 1-15)
- Noa Vajl kao Džon Karter
- Džulijana Margulis kao Kerol Hatavej
- Glorija Ruben kao dr. Džini Bule
- Lora Ins kao Keri Viver
- Aleks Kingston kao Elizabet Kordej
- Keli Martin kao Lusi Najt
- Erik La Sejl kao dr. Piter Benton

### Epizodne
- Pol Mekrejn kao Robert Romano (Epizode 2, 4-5, 9-10, 12-16, 18-22)

## Epizode
| Br. u seriji | Br. u sezoni | Naslov                 | Reditelj                | Scenarista                                                                 | Premijerno emitovanje |
| --- | ------------ | ---------------------- | ----------------------- | -------------------------------------------------------------------------- | --------------------- |
| 92 | 1            | Dan za Najtovu         | Kristofer Misijano      | Lidija Vudvard                                                             | 24. septembar 1998    |
| Nova studentkinja medicine Lusi Najt stiže u urgentni centar i započinje svoju prvu smenu. Ros i Viverova se sukobljavaju oko uslova Rosovog pripravništva nakon njegove neodobrene detoksikacije. Prva pojava Lusi Najt. |              |                        |                         |                                                                            |                       |
| 93 | 2            | Delić sekunde          | Kristofer Misijano      | Kerol Flint                                                                | 1. oktobar 1998       |
| Lusi ima poteškoća sa svojim poslom, ali Karter veruje da je ona odlična. Benton odlazi kod lekara da bi saznao uzrok Risovog gubitka sluha. Kordejeva ponovo pokreće svoje internisanje uprkos pritisku svog oca i Romana nakon što je uradila ogledno hirurško lečenje. Grin pomaže u lečenju svoje ćerke koja se povredila na utakmici. Viverova pokušava da osramoti Rosa zbog njegovih ranijih postupaka. |              |                        |                         |                                                                            |                       |
| 94 | 3            | Prete konjima, je li?  | T. R. Babu Sabramenijan | Valon Grin                                                                 | 8. oktobar 1998       |
| Benton izvodi opasnu operaciju na čoveku privezanom za bombu. Ros prima dobre vesti koje ga na štetu Viverove ne sramote. Grin na ćerkin nagovor pokušava da pomogne povređenom konju. Džini se vraća sa odmora. |              |                        |                         |                                                                            |                       |
| 95 | 4            | Čin nestajanja         | Lesli Linka Gleter      | Džek Orman                                                                 | 15. oktobar 1998      |
| Karter otkriva da Lusi ne zna da da infuziju. Viverova razgovara o poslu šefa urgentno centra. Benton krije bolest svog sina. Džini interveniše kada otkrije da kandidat za presađivanje jetre pije ponovo, a kasnije pita Rosa da li može sa njim da radi na njegovim radovima u vezi urgentnog centra. Kordejeva postaje internista ulizici dr. Dejlu Edsonu. |              |                        |                         |                                                                            |                       |
| 96 | 5            | Maskarada              | Stiv De Džarnet         | Sinopis: Samanta Hauard Gorbin Scenario: DŽo Saks i Samanta Hoauard Korbin | 29. oktobar 1998      |
| Noć veštica je u urgentnom centru. Lusi i ostali studenti medicine prave žurku koja kreće po zlu, oštećujući njen i Karterov odnos. Zadivljujući kandidat za mesto šefa urgentnog centra stiže iz Novog Jorka, na nezadovoljstvo Viverove. Grin pravi štetnu grešku kad ne prepozna trudnoću kod beskućnice. Benton vodi Kordejevu na običajnu Noć veštica. |              |                        |                         |                                                                            |                       |
| 97 | 6            | Zaglavljen za tebe     | Dejvid Nater            | Sinopis: Nil Bir Scenario: Nil Bir i Linda Gejs                            | 5. novembar 1998      |
| Odbor odlučuje da proširi izbor za novog šefa urgentnog centra, ostavljajući Viverovu da čeka na odluku. Benton posećuje gluvonemog lekara koji ga uverava da nije ništa loše imati gluv dete. Grin spašava život žigolu homoseksualcu i savetuje ga da se vrati u normalan život. Karter gubi svoj posao savetinka stažista zbog Lusine žurke, a onda se sukobljava sa njom kad pokuša da prekrši pravila oko bolesnikovog osiguranja. Lepljiva situacija u operacionom bloku tera Kartera da obrija bradu. Kordejeva spašava dva života i zadivljuje Bentona dovoljno da on zatraži da mu ona bude internista. Hatavejeva pokušava da pomogne starom Jevreju da nađe mesto za život. |              |                        |                         |                                                                            |                       |
| 98 | 7            | Spletkareni i zbunjeni | Džonatan Kaplan         | Sinopis: Dejvid Mils Scenario: Dejvid Mils i Kerol Flint                   | 12. novembar 1998     |
| Karter i Viveroa postaju nerado cimeri. Lusi ima pioteškoća sa Karterom, a Grin im se ubacuje u prepiranje. Kordejeva radi u dugoj smeni što dovodi do njene iscrpljenosti i kritične greške što izaziva pucanje kod Anspa i poteškoće za Bentona. Grin ima neprijatne bljeskove iz prošlosti kad mu dosađuju saradnici iz bolnice. Džini i Ros leče dečaka čija majka jasno zavisi od toga da dečakova 6-ogodišnja ćerka donosi sve odluke. Viverova ponovo otkriva svoju radost u lečenju kad je preskočena mnogo puta za mesto šefa urgentnog centra koje je dobila dr. Amanda Li.                                                                                                  |              |                        |                         |                                                                            |                       |
| 99 | 8            | Dobra borba            | Kristofer Čulak         | Džek Orman                                                                 | 19. novembar 1998     |
| Vodi se trka protiv vremena da bi se spasao život devojčici u urgentnom centru. Dok Benton i ekipa hirirga koriste svaku neverovatnu meru da joj spasu život, Karter i Lusi obilaze Čikago da bi našli devojčicinog oca koji se jedini poklapa sa njenom krvnnom grupom. |              |                        |                         |                                                                            |                       |
| 100 | 9            | Srećno, Rut Džonson    | Rod Holkomb             | Lidija Vudvard                                                             | 10. decembar 1998     |
| Kordejeva se suočava sa MM-om zbog sovje ključne greške u davanju pogrešne doze lekova bolseniku. Ona veruje da je zbog njene greške zbog propisa bolnice da internisti rade dan i po bez prestanka. Ona je oslobođena i odlučuje da sa nadahnućem okonča svoju vezu sa Bentonom. Karter prati po urgentnom centru Rut Džonson, ženu rođenu pre 100 godina u istoj bolnici. Hatavejeva je zgrožena zbog prave priče o fatalnom ranjavanju dečaka. |              |                        |                         |                                                                            |                       |
| 101 | 10           | Čudotvorni zaposleni   | Lesli Linka Gleter      | Pol Mening                                                                 | 17. decembar 1998     |
| Božić je u urgentnom centru. 18-ogodišnjak stiže moždano mrtav, a Karter mora da ubedi njegove roditelje da daruju njegove organe pošto 16-ogodišnjakinji treba jetra. Bentono rizikuje svoju karijeru sprečavajući Romana da operiše pod dejstvom alkohola. Ros i Hatavejeva imajju versku raspravu o tome šta da rade sa trudnom 13-ogodišnjakinjom. Kordejevu šarmira muzičar koji ide na operaciju zbog raka jaja. Dr. Li muva Grina, ali izgleda da nešto nije u redu sa njom. |              |                        |                         |                                                                            |                       |
| 102 | 11           | Niko ne voli Amandu Li | Ričard Torp             | Linda Gejs                                                                 | 7. januar 1999        |
| Kada Grina počne da zanima prošlost dr. Li, on otkriva brojne zabrinjavajuće stvari, koje Lijeva potrđuje kada ga zaključa u sobu sa bolesnikom. Stari prijatelj preporučuje Grina za misiju NASA-e. Bentonov sin ima poteškoća u jaslicama. Ros i Hatavejeva pomažu Džoi, iscrpljenoj majci dečaka Rikija koji boluje od neizlečive bolesti. Karter je ljubomoran kad Lusi izađe sa Dejlom. |              |                        |                         |                                                                            |                       |
| 103 | 12           | Duplo slepilo          | Dejv Čejmidis           | Kerol Flint                                                                | 21. januar 1999       |
| Lusi počinje svoju hiruršku rotaciju pod Bentonom i Kordejevom. Nakon žalbi Dojlove, Viverova ispituje Kordejevu i pita je da li ju je Romano seksualno zlostavljao. Romano nudi Kordejevoj da je premesti i pita je da lihoće da mu pomaže tokom operacije. Ros ugrožava novo proučavanje leka protiv bolova tako što krišom da je lek Džoinom sinu Rikiju. Grin i Viverova ldučuju da ne kažu Anspu zbog kršenje propisa koji je finansirao savezni sud. |              |                        |                         |                                                                            |                       |
| 104 | 13           | Biram Džoi             | Kristofer Čulak         | Lidija Vudvard                                                             | 4. februar 1999       |
| Hatavejeva i Ros pomažu Džoi da se savlada jer se Rikijevo stanje pogoršava. Benton ide na čas pevanja roditelji/deca. Romano ucenjuje Kordejevu da odbaci svoju podršku Dojlovoj za tužbu za seksualno zlostavljanje, ali ka osvetu, Viverova tera Romana da ponovo napiše svoje uvrede i netačan izveštaj o radu Dojlove. Urgentni centar se sjedinjuje da pomogne povređenoj ženi koja mora da nađe privremeni dom za svoje pse dok je na lečenju. Grin leči bolničkog domara Mobalaga čije povrede ukezuju da je bio zlostavljan ranije. Karter otkriva nešto čudno dok je radio sa jednim svojim studentom medicine.                                                              |              |                        |                         |                                                                            |                       |
| 105 | 14           | Oluja (1. deo)         | Džon Vels               | Džon Vels                                                                  | 11. februar 1999      |
| Džoin sin umire, a Rosova umešanost u njegovu smrt iskrsava kada se dečakov otac pojavi i zahteva podatke. Klinika Hatavejeve je privremeno zatvrena. Zataškavanje Grina i Viverova o Rosovim ranijim postupcima da pomogne Džoi je otkriveno. Viveroa suspenduje Rosa sa posla, a Hatavejeva ga grdi zbog njegovih sebičnih postupaka. Urgentni centar odgovara na poziv za saobraćajnu nesreću autobusa. Dok su se vozili ka mestu zločina, Džini i Ros su naleteli na zaleđen put. |              |                        |                         |                                                                            |                       |
| 106 | 15           | Oluja (2. deo)         | Kristofer Čulak         | Džon Vels                                                                  | 18. februar 1999      |
| Urgentni centar je preplavljen žrtvama iz saobraćajne nesreće autobusa. Džini nije kritično povređena u nesreći u prethodnoj epizodi, ali dobija druge zdravstvene vesti. Mobaladžeova supruga ima sumnje oko operacije svog supruga i odaje strašnu tajnu Hatavejevoj. Karter i Lusi odlučuju da ne nastavljaju vezu uprkos poljupcu iz prethodne epizode. Mobaladžeova žena je svirepo izbodena. Ros donosi odluku u vezi svog posla u urgentnom centru. Poslednja stalna pojava Daga Rosa. |              |                        |                         |                                                                            |                       |
| 107 | 16           | Sredina ničega         | Džonatan Kaplan         | Kerol Flint i Nil Bir                                                      | 25. februar 1999      |
| Benton putuje u kliniku u Misisipiju tokom odmora da zaradi dodatni novac za lečenje svog sina i postaje tamošnji junak kada iskoristšćava svoje zdravstveno znanje da pomogne nekolicini tamošnjih lekara. |              |                        |                         |                                                                            |                       |
| 108 | 17           | Drvlje i kamenje       | Feliks Enrika Alkala    | Džo Saks                                                                   | 25. mart 1999         |
| Karter ima posla sa dramom u stanu u tornju tokom vožnje koja kasnije ima smrtnonsne posledice. Lusi mora da krije dijagnozu o raku bolesnice na njen zahtev zbog bolesnicine porodice. Hatavejeva otkriva da je trudna. Viverova se priseća svojih porodičnih poteškoća kada povređeni rvač dođe u urgentni centar. Grin nastavlja da pomaže Mobalagu koji će biti deportovan ako ne kaže UCS-u za nasilje koje je pretrpeo u Nigeriji. |              |                        |                         |                                                                            |                       |
| 109 | 18           | Tačka izvora           | Kristofer Misijano      | Kristofer Mek                                                              | 8. april 1999         |
| Grin koristi svoju posttraumu da pomogne Mobalagu oko njegovih mučenja. Karterovo zanimanje da mude šef lekara mu donosi rad u urgentnom ceo dan gde pogrešno razume slučaj bebe sa nekoliko slomljenih kostiju dok Lusi počinje svoju prvu lekarsku rotaciju. Viverova je možda pronašla svoju pravu majku, ali radi DNK analizu da bude sigurna. Benton i Kordejeva se sukobljavaju oko hirurške stipendije. |              |                        |                         |                                                                            |                       |
| 110 | 19           | Obredi proleća         | Džonatan Kaplan         | Dejvid Mils                                                                | 29. april 1999        |
| Karter podučava nadarenog maloletnika iz vrlo lošeg kraja. Romano je uznemiren zbog Bentonovog zanimanja za traumatološku stipendiju urgentnog centra. Lusi nastavlja sa zadivljujućim radom na svojoj lekarskoj rotaciji lečenji studenta pravnog fakulteta sa impulsima sklonim ubistvu i besnog dečaka koji je nekoliko puta preterano lečen. Džini nastavlja da se rve sa svojim hepatitisom C, ali dobija podršku od ljubazno sveštenika. Hatavejeva je zabrinuta za svoju trudnoću kad joj se dete ritne u utrobi rizikujući dete. Grin i Kordejeva idu na skup lekara traumatologije, ali se gube u više navrata dok su se zabavljali viseći zajedno.                           |              |                        |                         |                                                                            |                       |
| 111 | 20           | Moć                    | Lora Ins                | Kerol Flint                                                                | 6. maj 1999           |
| Romano posmatra urgentni centar i ophodi se prema zaposlenima pogrešno. Lusi otkriva da je dekubitus jednog starijeg golesnika mnogo loš. Karter raskida sa devojkom. Struja nestaje u urgentnom centru, a lekari moraju da održavaju teže bolesnike u životu. Kordejeva istražuje silovanje bolesnice u komi. |              |                        |                         |                                                                            |                       |
| 112 | 21           | Odgovorne stranke      | Kristofer Čulak         | Džek Orman                                                                 | 13. maj 1999          |
| Urgentni centar ima posla sa strpitizetom i njenom ekipom obezbeđenja. Lusi otkriva Karteru da i dalje pije ritalin. Hatavejeva počinje da otkriva trudnoću njoj najbližima i faksom Rosu. Anspo odlučuje da traumatološka stipendija ode Bentonu na koga onda besne Romano i Kordejeva. Dešava se saobraćajna nesreća maloletnika povezana sa alkoholom u kojoj jedan maloletnik ostaje sa gadnim trećestepenim opekotinama. |              |                        |                         |                                                                            |                       |
| 113 | 22           | Upoznavanje            | Džonatan Kaplan         | Lidija Vudvard                                                             | 20. maj 1999          |
| Ostatak zaposlenih otkriva da je Hatavejeva trudna - sa blizancima! Benton započinje borbu za starateljstvo nad svojim sinom Risom kada Karla otkrije da se udala za svog dečka Rodžera i da idu u Nemačku. Viverova spašava napušteno tek prohodalo dete koje je bilo drogirano. Karterov štićenik je otet i pretučen. Grin i Kordejeva su se poljubili. |              |                        |                         |                                                                            |                       |